# Paul Locard
Pour l’article homonyme, voir Locard.
Paul Désiré Locard, né le 10 novembre 1871 à Argentan dans l'Orne et mort le 23 janvier 1952 à Paris, est un magistrat, musicologue et critique musical aussi connu sous le nom de Paul Dambly.

## Hommages
Il est le dédicataire de plusieurs œuvres pour piano de la compositrice Mel Bonis.

## Œuvres
- Le Piano, 1947.
- Les Maîtres contemporains de l'orgue, 1901.
- Léon Boëllmann, 1901.
- Histoire de la musique, France, Chapitre VII École romantique française de 1815 à 1837.
- Histoire du théâtre lyrique en France.